# Puranius
Puranius (лат.) — род мелких жуков-слоников (долгоносиков) из подсемейства Cyclominae (Listroderini). Эндемики Южной Америки. Длина 1,9—6,5 мм. Рострум среднего размера; опушение состоит из округлых чешуек и щетинок; переднеспинка от поперечной до сильно поперечной; метанэпистернальный шов полный; надкрылья продолговато-овальные, с небольшими округлыми бугорками. Puranius близок к родам подтрибы Macrostyphlina из трибы Listroderini и близок к родам Adioristidius, Amathynetoides, Andesianellus, Macrostyphlus и Nacodius.
Питаются листьями (имаго) и корнями растений (личинки). Puranius argentinensis: Mulinum sp. (Apiaceae); Puranius championi: Poa flabellata (Lam.) Raspail (Poaceae); Puranius fasciculiger: Senecio smithii DC (Asteraceae); Puranius nigrinus: Taraxacum officinale Weber ex F. H. Wigg. (Asteraceae) и Nothofagus sp. (Nothofagaceae); Puranius vulgaris: Mulinum sp. (Apiaceae); Puranius scaber: Baccharis sp. (Asteraceae) и  Ephedra sp. (Ephedraceae) (Morrone, 1994c)..

## Систематика
Род включает около 20 видов.
- Puranius argentinensis  Morrone, 1994
- Puranius australis  Germain, 1896
- Puranius championi  (Kuschel, 1952)
- Puranius dubius  (Germain, 1896)
- Puranius elguetai  Morrone, 1994
- Puranius exsculpticollis  (Enderlein, 1907)
- Puranius fasciculiger  (Blanchard, 1851)
- Puranius hispidus  (Germain, 1896)
- другие виды